# Sigma Phoenicis
Sigma Phoenicis är en blåvit stjärna i huvudserien i stjärnbilden Fenix. 
Stjärnan har visuell magnitud +5,17 och är synlig för blotta ögat vid normal seeing. Den befinner sig på ett avstånd av ungefär 605 ljusår.